# Charles Okala
Charles René Guy Okala, né le 9 octobre 1910 à Bilomo, dans l’ancien département du Mbam dans la Région Centre du Cameroun, et mort le 16 septembre 1973 dans le 20e arrondissement de Paris, est un homme politique camerounais.

## Biographie

### Éducation
Il a fréquenté l'école primaire catholique de Yaoundé.

### Carrière et parcours politique
Écrivain interprète, il se lance en politique comme secrétaire général de l’Union sociale camerounaise (USC), puis du Parti Socialiste Camerounais (PSC).
Il devient vice-président du Mouvement socialiste africain.
Membre de l’Assemblée Représentative du Cameroun où il est président de la commission des affaires économiques, il est par ailleurs député du Mbam à l’Assemblée nationale camerounaise (1960-1965).
Après la seconde Guerre mondiale, il a été élu à l'Assemblée locale, et est devenu un membre du Sénat français de 1947 à 1955. En 1959, il a créé le Parti Socialiste du Cameroun, qui a contesté les élections de 1960 dans le cadre du Groupe de camerounais progressistes.
Dans le gouvernement d’Ahmadou Ahidjo en 1958, Okala est ministre des Travaux publics, des Transports et des Mines.
Le 18 juin 1959, il est nommé ministre de la Justice et de 1960 à 1961, il est ministre des Affaires étrangères dans le gouvernement Assalé, poste où il est confirmé dans le gouvernement du 20 juin 1960, étant ainsi le premier ministre des Affaires étrangères du Cameroun indépendant.
Le 16 juin 1962, Okala et trois autres leaders politiques (André-Marie Mbida de DC, Mayi-Matip de l’UPC, et Marcel Bebey Eyidi du PTC) sont arrêtés pour leur opposition à l’idée du parti unifié proposé par Ahidjo. Ils sont emprisonnés pour une période de trois années (1962-1965).
Un discours sur les circonstances de la mort de Félix Moumié, dans lequel il attaque celui-ci et attribue son assassinat à un règlement de comptes au sein de l'UPC ou aux Russes, lui est attribué.
Il a été limogé en 1961 et arrêté en juin 1962, à la suite duquel il a été jugé et condamné pour complot. Il a été libéré de prison en 1965 dans le cadre d'une affaire qui a impliqué la dissolution de la CFP, et rejoint l'Union camerounaise et son successeur l'Union nationale camerounaise
Il est nommé ambassadeur itinérant du président Ahmadou Ahidjo le 17 août 1968, poste qu’il occupe jusqu’à sa mort.

### Décès
Plus tard, tombé en défaveur des autorités du Cameroun à la veille de la réunification de 1972, il meurt à Paris le 16 septembre 1973.
La sénatrice Nicole Okala Bilaï est sa fille et Patricia Berthelot, experte en marketing et directrice générale adjointe des Brasseries du Cameroun, sa petite-fille.